# Ківерцівський краєзнавчий музей
Ківерцівський краєзнавчий музей — краєзнавчий, історичний та етнографічний музей міста Ківерці та Ківерцівської громади Волинської області. Заснований в 2009 році.

## Історія та експозиція
Комунальне підприємство «Ківерцівський районний краєзнавчий музей» створено відповідно до рішення Ківерцівської районної ради від 18.03.2009 року № 23/14. Цим же рішенням затверджено його статут. Рішенням районної ради від 28.03.2017 року № 14/26 змінено найменування музею на "Комунальний заклад «Ківерцівський краєзнавчий музей». Нині у приміщенні музею створено експозицію, зібрано понад 900 експонатів, фонди постійно поповнюються.
У музеї зберігаються ікона св. Миколая Чудотворця XVII—XVIII ст., ключі від замку Радзивіллів, паперові гроші ХІХ століття, знаряддя праці, речі селянського побуту минулих століть, домоткані вишиті рушники, старовинні музичні інструменти.
Директором музею спочатку була Єлизавета Левчук, тепер його очолює Оксана Сущук.

## Години роботи
З понеділка по п'ятницю 09:00—17:00.